# Arrondissement de Ndiaye
Pour les articles homonymes, voir Ndiaye.
L'arrondissement de Ndiaye est l'un des arrondissements du Sénégal. Il est situé dans le département de Dagana et la région de Saint-Louis, dans le nord du pays.
Il a été créé par un décret du 10 juillet 2008.
Il compte trois communautés rurales :
- Communauté rurale de Ngnith
- Communauté rurale de Diama
- Communauté rurale de Ronkh